# بادالهوکا
بادالهوکا (انگلیسی: Badalhoca؛ زادهٔ ۵ اکتبر ۱۹۵۷) بازیکن والیبال اهل برزیل است.